# Port lotniczy Kair
Międzynarodowy port lotniczy Kair – największy port lotniczy Egiptu i drugi pod względem wielkości w Afryce, po  Johannesburgu znajdujący się 15 km na północny wschód od centrum Kairu, w jego dzielnicy Heliopolis (Ajn asz-Szams). Jest głównym portem przesiadkowym linii lotniczych EgyptAir. W 2017 roku obsłużył prawie 16 mln pasażerów.

## Statystyki
Zobacz zapytanie i odniesienia źródłowe Wikidata o wartości.

## Linie lotnicze i połączenia
| Linia lotnicza                | Kierunek |
| ----------------------------- | --- |
| Aegean Airlines               | 1. Ateny |
| Aerofłot                      | 1. Moskwa-Szeremietiewo |
| Afriqiyah Airways             | 1. Bengazi 2. Misrata 3. Trypolis |
| Air Algerie                   | 1. Algier |
| Air Arabia                    | 1. Abu Zabi 2. Al-Dżauf 3. Bahrajn 4. Mediolan-Bergamo 5. Dammam 6. Gassim 7. Hail 8. Hurghada 9. Stambuł-Sabiha Gökçen (od 2 kwietnia 2024) 10. Dżudda 11. Chartum 12. Luksor 13. Marsylia 14. Maskat 15. Ras Al-Chajma 16. Rijad 17. Szardża 18. Tabuk 19. Taif 20. Janbu Sezonowo: 1. Asuan |
| Air Cairo                     | 1. Abha 2. Abu Simbel 3. Asuan 4. Bilbao 5. Bolonia 6. Katania 7. Dakar-Diass 8. Gassim 9. Hurghada 10. Dżudda 11. Kuwejt 12. Luksor 13. Malaga 14. Marsa Alam 15. Mediolan-Malpensa 16. Wagadugu 17. Rijad 18. Rzym-Fiumicino 19. Szarm el-Szejk 20. Sauhadż 21. Tanger 22. Walencja Sezonowo: 1. Marsa Matruh |
| Air France                    | 1. Paryż-Charles de Gaulle |
| Air Montenegro                | Sezonowe czartery: 1. Podgorica |
| Alexandria Airlines           | 1. Dżudda |
| AlMasria Universal Airlines   | Sezonowo: 1. Mediolan-Bergamo 2. Kuwejt |
| Asiana Airlines               | 1. Seul-Inczon (od 29 października 2024) |
| Austrian Airlines             | 1. Wiedeń |
| Azur Air                      | Sezonowe czartery: 1. Kazań 2. Krasnodar 3. Nowosybirsk 4. Samara 5. Tiumeń 6. Ufa 7. Jekaterynburg |
| Badr Airlines                 | 1. Chartum |
| BH Air                        | Sezonowe czartery: 1. Sofia |
| British Airways               | 1. Londyn-Heathrow |
| China Eastern Airlines        | 1. Szanghaj-Pudong |
| Cyprus Airways                | Sezonowo: 1. Larnaka |
| EgyptAir                      | 1. Abha 2. Abu Zabi 3. Abudża 4. Akra 5. Addis Abeba 6. Aleksandria 7. Algier 8. Amman 9. Amsterdam 10. Asmara 11. Asjut 12. Asuan 13. Ateny 14. Bagdad 15. Bahrajn 16. Barcelona 17. Pekin 18. Bejrut 19. Bengazi 20. Berlin 21. Bruksela 22. Budapeszt 23. Casablanca 24. Kopenhaga 25. Dammam 26. Dar es Salaam 27. Delhi 28. Dhaka 29. Doha 30. Douala 31. Dubaj 32. Dublin 33. Düsseldorf 34. El-Charga 35. Entebbe 36. Irbil 37. Frankfurt 38. Gassim 39. Genewa 40. Guangzhou 41. Hangzhou 42. Hurghada 43. Stambuł 44. Dżakarta 45. Dżudda 46. Johannesburg 47. Dżuba 48. Kano 49. Chartum 50. Kigali 51. Kinszasa 52. Kuwejt 53. Lagos 54. Larnaka 55. Londyn-Heathrow 56. Luksor 57. Madryt 58. Manchester 59. Marsa Alam 60. Medyna 61. Mediolan-Malpensa 62. Misrata 63. Moroni 64. Moskwa-Domodiedowo 65. Mumbaj 66. Monachium 67. Maskat 68. Nairobi 69. Ndżamena 70. Newark 71. Nowy Jork-JFK 72. Paryż-Charles de Gaulle 73. Praga 74. Port Sudan 75. Rijad 76. Rzym-Fiumicino 77. Szanghaj-Pudong 78. Szardża 79. Szarm el-Szejk 80. Sauhadż 81. Tel Awiw 82. Tokio-Narita 83. Toronto-Pearson 84. Trypolis 85. Tunis 86. Wiedeń 87. Waszyngton-Dulles 88. Zurych Czartery: 1. Taba Sezonowe czartery: 1. Osaka-Kansai 2. São Paulo-Guarulhos |
| Emirates                      | 1. Dubaj |
| Eritrean Airlines             | 1. Asmara 2. Chartum 3. Mediolan-Malpensa |
| Ethiopian Airlines            | 1. Addis Abeba |
| Etihad Airways                | 1. Abu Zabi |
| European Air Charter          | Sezonowe czartery: 1. Sofia |
| Eurowings                     | 1. Düsseldorf (od 30 października 2024) |
| flyadeal                      | 1. Dammam 2. Dżudda 3. Rijad |
| FlyEgypt                      | 1. Dżudda 2. Rijad 3. Szardża |
| Flynas                        | 1. Abha 2. Dammam 3. Dżudda 4. Medyna 5. Rijad |
| Gulf Air                      | 1. Bahrajn |
| Hainan Airlines               | 1. Shenzhen |
| Iberia                        | Sezonowo: 1. Madryt |
| Iraqi Airways                 | 1. Bagdad 2. Basra 3. Irbil 4. Sulajmanijja |
| ITA Airways                   | 1. Rzym-Fiumicino |
| Jazeera Airways               | 1. Kuwejt |
| Jordan Aviation               | 1. Amman |
| Kuwait Airways                | 1. Kuwejt |
| Libyan Airlines               | 1. Bengazi 2. Trypolis |
| LOT                           | 1. Warszawa-Chopin |
| Lufthansa                     | 1. Frankfurt 2. Monachium |
| Middle East Airlines          | 1. Bejrut |
| Neos                          | 1. Mediolan-Malpensa |
| Nesma Airlines                | 1. Abha 2. Gassim 3. Dżudda 4. Kuwejt 5. Tabuk 6. Taif 7. Janbu |
| Nile Air                      | 1. Abha 2. Al-Ajn 3. Al-Dżauf 4. Asuan 5. Bagdad 6. Basra 7. Düsseldorf 8. Gassim 9. Hail 10. Hufuf 11. Hurghada 12. Stambuł-Sabiha Gökçen 13. Dżudda 14. Dżizan 15. Kuwejt 16. Luksor 17. Port Sudan 18. Rzym-Fiumicino 19. Szarm el-Szejk 20. Sauhadż 21. Sztokholm-Arlanda 22. Tabuk 23. Taif 24. Janbu |
| Nordwind Airlines             | 1. Sankt Petersburg |
| Oman Air                      | 1. Maskat |
| Petroleum Air Services        | Sezonowe czartery: 1. Abu Rudajs 2. Aleksandria 3. Antalya 4. Akaba 5. Asuan 6. El-Charga 7. Hurghada 8. Luksor 9. Pafos 10. Szarm el-Szejk |
| Qatar Airways                 | 1. Doha |
| Rossija                       | 1. Soczi |
| Royal Air Maroc               | 1. Casablanca |
| Royal Jordanian               | 1. Amman |
| Saudia                        | 1. Abha 2. Dżudda 3. Medyna 4. Rijad |
| Sichuan Airlines              | 1. Pekin 2. Chengdu-Tianfu |
| Smartwings                    | 1. Praga |
| Sudan Airways                 | 1. Chartum 2. Port Sudan |
| Swiss International Air Lines | 1. Zurych |
| Syrian Air                    | 1. Damaszek 2. Latakia |
| Tarco Airlines                | 1. Chartum |
| TAROM                         | 1. Bukareszt |
| Transavia.com                 | 1. Paryż-Orly |
| Tunisair                      | 1. Tunis |
| Turkish Airlines              | 1. Stambuł |
| Vueling Airlines              | 1. Barcelona 2. Paryż-Orly |
| Yemenia                       | 1. Aden 2. Sajun |

### Cargo
| Linia lotnicza           | Kierunek |
| ------------------------ | --- |
| Cargolux                 | 1. Bejrut 2. Luksemburg |
| DHL Aviation             | 1. Bahrajn |
| EgyptAir Cargo           | 1. Akra 2. Amman 3. Bruksela 4. Kolonia/Bonn 5. Dammam 6. Dubaj-Al Maktoum 7. Stambuł 8. Johannesburg 9. Kano 10. Chartum 11. Kuwejt 12. Lagos 13. Lahaur 14. Mediolan-Malpensa 15. Mumbaj 16. Ndżamena 17. Ostenda 18. Rijad 19. Szardża |
| Emirates SkyCargo        | 1. Dubaj-Al Maktoum |
| Ethiopian Airlines Cargo | 1. Addis Abeba 2. Bejrut 3. Liège |
| Lufthansa Cargo          | 1. Frankfurt |
| Royal Jordanian Cargo    | 1. Amman |
| Turkish Airlines Cargo   | 1. Stambuł |